# Elecciones municipales de Chile de 1918
Las elecciones municipales de 1918 fueron efectuadas el 14 de abril. En estos comicios el Partido Radical y el Partido Liberal fueron los que lograron la mayor cantidad de regidores. En esta oportunidad no hubo participación de los movimientos sociales a través del Partido Obrero Socialista u otra organización de orden revolucionaria. El Partido Conservador y el Liberal Democrático tuvieron una participación secundaria, logrando algunas alcaldías, pero entre ambos solo un 18 % de los regidores del país.

## Alcaldías 1918-1921

### Listado de alcaldes electos
Listado de alcaldes elegidos en las principales ciudades del país.
| Municipio | Municipio    | Alcalde electo                                  |
| --------- | ------------ | ----------------------------------------------- |
|           | Iquique      | Manuel Godoy Ossa Partido Radical               |
|           | Antofagasta  | Maximiliano Poblete Cortés Partido Radical      |
|           | Calama       | Emiliano Flores Partido Liberal Democrático     |
|           | La Serena    | Nicolás Marambio Montt Partido Radical          |
|           | Coquimbo     | Tomás Alberto Cantuarias Partido Liberal        |
|           | Viña del Mar | Luis Campuzano Partido Liberal Democrático      |
|           | Santiago     | Eduardo Larraín Partido Conservador             |
|           | Providencia  | Ricardo Lyon Partido Conservador                |
|           | Rancagua     | Manuel Rubio Ausset Partido Liberal Democrático |
|           | Talca        | Andrés Vaccaro Partido Conservador              |
|           | Concepción   | Abraham Romero Partido Liberal                  |
|           | Temuco       | Pedro Aracena Partido Radical                   |
|           | Valdivia     | Alberto Haverbeck Partido Liberal               |
|           | Puerto Montt | Guillermo Stange Wetzel Partido Conservador     |